# 212-я штурмовая авиационная дивизия
212-я штурмовая авиационная дивизия (212-я шад) — соединение Военно-воздушных сил (ВВС) Вооружённых сил РККА штурмовой авиации, принимавшее участие в боевых действиях Великой Отечественной войны.

## Наименования дивизии
- 211-я смешанная авиационная дивизия
- 212-я штурмовая авиационная дивизия
- 4-я гвардейская штурмовая авиационная дивизия
- 4-я гвардейская Киевская штурмовая авиационная дивизия (06.11.1943 г.)
- 4-я гвардейская Киевская Краснознамённая штурмовая авиационная дивизия
- 4-я гвардейская штурмовая авиационная Киевская Краснознамённая ордена Кутузова II степени дивизия
- Полевая почта 36665

## История и боевой путь дивизии
Дивизия сформирована как 211-я смешанная авиационная дивизия 10 мая 1942 года на основании Приказа ВГК № 0083 от 5 мая 1942 года на базе управления ВВС 22-й армии в составе ВВС Калининского фронта. С первых дней своего формирования дивизия принимала участие в боях на Калининском фронте, нанося удары по противнику, разрушая железнодорожное сообщение в районах Ржев — Сычевка, прикрывала эшелоны своих войск на участках Селижарово — Соблаго, вела воздушную разведку в районах Великие Луки, Белый, Духовщина, уничтожала авиацию противника на аэродроме Ржев.
14 июня 1942 года на основании Приказа НКО СССР № 00122 от 10 июня 1942 года 211-я смешанная авиационная дивизия переформирована в 212-ю штурмовую авиационную дивизию в составе вновь сформированной 3-й воздушной армии на базе ВВС Калининского фронта. Переформирование произведено без прекращения боевых действий.
В середине июня 1942 года дивизия составом 128-го бомбардировочного (Пе-2) и 6-го гвардейского штурмового (Ил-2) полков участвовала в операции 29-й армии подавляя живую силу и артиллерии противника, ведя воздушную разведку в интересах армии, штурмовка опорных пунктов, живой силы и танков в районах Чайниково-Гридино, Шутово, Плешково, Малахово.
В период с 15 по 27 июля 1942 года боевые действия дивизия не вела ввиду отсутствия боеготовой материальной части. Часть летчиков переучивалась на аэродроме Мигалово и Залазино. С 26 июля в состав дивизии вошли: 66-й, 685-й и 687-й штурмовые авиационные полки на Ил-2. Боевые действия возобновила с 30 июля 1942 года в оборонительной операции в районе города Белый.
В дальнейшем дивизия участвовала в Ржевско-Сычевской и Великолукской операциях. В конце зимы 1943 года полки дивизии (671-й, 685-й и 687-1) пополнены молодыми летчиками. До середины марта дивизия вводила в строй молодое пополнение (39 летчиков). Средний налет на летчика составил 16 часов (Ил-2) и 3 часа (У-2).
212-я штурмовая авиационная дивизия за образцовое выполнение заданий командования и проявленные при этом мужество и героизм Приказом НКО СССР переименована 1 мая 1943 года в 4-ю гвардейскую штурмовую авиационную дивизию.
В составе действующей армии дивизия находилась с 14 июня 1942 года по 13 марта 1943 года.

## Командир дивизии
- Полковник, Генерал-майор авиации[7] Байдуков Георгий Филиппович[3], период нахождения в должности: с 14 июня 1942 года по 1 мая 1943 года.

## В составе объединений
| Дата            | Фронт (округ)         | Армия               | Корпус                           | Примечания |
| --------------- | --------------------- | ------------------- | -------------------------------- | ---------- |
| 14.06.1942 года | Калининский фронт     | 3-я воздушная армия | —                                | —          |
| 13.03.1943 года | Степной военный округ | Резерв ВГК          | 8-й смешанный авиационный корпус | —          |
| 01.05.1943 года | Степной военный округ | 5-я воздушная армия | 8-й смешанный авиационный корпус | —          |

## Части и отдельные подразделения дивизии
За весь период своего существования боевой состав дивизии претерпевал изменения:
| Период                  | Наименование                                    | Примечание                        |
| ----------------------- | ----------------------------------------------- | --------------------------------- |
| 14.06.1942 — 29.08.1942 | 1-й гвардейский истребительный авиационный полк | МиГ-3, Харрикейн, Як-1            |
| 14.06.1942 — 10.07.1942 | 163-й истребительный авиационный полк           | Як-1                              |
| 14.06.1942 — 18.07.1942 | 6-й гвардейский штурмовой авиационный полк      | Ил-2, убыл в 264-ю шад            |
| 13.06.1942 — 18.07.1942 | 809-й штурмовой авиационный полк                | Ил-2, убыл в 264-ю шад            |
| 26.07.1942 — 29.08.1942 | 66-й штурмовой авиационный полк                 | Ил-2                              |
| 27.07.1942 — 01.05.1943 | 685-й штурмовой авиационный полк                | Ил-2, переименован в 91-й гв. шап |
| 27.07.1942 — 30.08.1942 | 687-й штурмовой авиационный полк                | Ил-2                              |
| 07.10.1942 — 01.05.1943 | 687-й штурмовой авиационный полк                | Ил-2, переименован в 92-й гв. шап |
| 27.07.1942 — 09.08.1942 | 807-й штурмовой авиационный полк                | Ил-2                              |
| 27.07.1942 — 01.05.1943 | 671-й штурмовой авиационный полк                | Ил-2, переименован в 90-й гв. шап |

## Участие в операциях и битвах
- Ржевско-Сычёвская операция — с 30 июля 1942 года по 23 августа 1942 года.
- Великолукская наступательная операция — с 24 ноября 1942 года по 20 января 1943 года.

## Присвоение гвардейских званий
За показанные образцы мужества и героизма Приказом НКО № 199 от 1 мая 1943 года:
- 212-я штурмовая авиационная дивизия переименована в 4-ю гвардейскую штурмовую авиационную дивизию[11]
- 671-й штурмовой авиационный полк переименован в 90-й гвардейский штурмовой авиационный полк[11].
- 685-й штурмовой авиационный полк переименован в 91-й гвардейский штурмовой авиационный полк[11].
- 687-й штурмовой авиационный полк переименован в 92-й гвардейский штурмовой авиационный полк[11].